# مالم
مالم (به معنی "ماه کامل") یکی از پنج منطقه شهرداری در آبخوست و ایالت کوسرائی در کشور ایالات فدرال میکرونزی است.
{{Infobox settlement
|name=مالِم|native_name=|native_name_lang=|settlement_type=|image_skyline=Kosrae municipalities.jpg|image_alt=|image_caption=شهرداری‌های آبخوست و ایالت کوسرائی|image_flag=|motto=|image_map=Malem mappa.GIF|map_alt=|map_caption=|pushpin_map=Federated States of Micronesia|pushpin_label_position=|pushpin_map_alt=|pushpin_map_caption=
| مختصات = ۵°۱۷′۲۰٫۴″ شمالی ۱۶۳°۱′۲۶٫۴″ شرقی / ۵٫۲۸۹۰۰۰°شمالی ۱۶۳٫۰۲۴۰۰۰°شرقی
ریشه نام این روستا از آنجا است که هر ماه، ماه کامل، درست از روبروی ساحل سنگی کنار روستا بالا می‌آید. یک کلیسای باپتیست کوچک و یک کلیسای کانگرگیشنال بزرگ (مذهب غالب در مالم) وجود داند.

## آموزش و پرورش
وزارت آموزش و پروش ایالت کوسرائی مدرسه‌های دولتی زیر را مدیریت می‌کند:
- مدرسه ابتدایی مالم که ۴۰۰ دانش‌آموز در آن تحصیل می‌کنند.

دانش‌آموزان دبیرستانی به دبیرستان کوسرائی در توفول، شهرداری للو می‌روند.